# Ron Ramsey

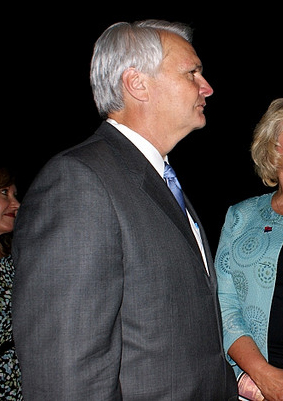
Ron Ramsey (2009)

Ronald Lynn „Ron“ Ramsey (* 20. November 1955) ist ein US-amerikanischer Politiker der Republikanischen Partei und war seit 2007 der erste republikanische Vizegouverneur des Bundesstaates Tennessee. Im Jahr 2016 stellte er sich nicht zur Wiederwahl.

## Biografie
Nach dem Besuch der Sullivan Central High School in Blountville begann er 1973 ein Studium als Industrietechnologe an der East Tennessee State University (ETSU) und schloss dieses 1978 mit einem Bachelor of Science (B.S. Industrial Technology) ab. 1990 gründete er mit Ron Ramsey and Associates sein eigenes Unternehmen und ist seitdem als Broker und Auktionator zugelassen.
Daneben begann er eine politische Laufbahn und vertrat die Republikaner zunächst im Repräsentantenhaus von Tennessee. 1996 wurde er im 2. Distrikt erstmals in den Senat von Tennessee gewählt und gehört diesem seitdem an. 2007 wurde Ramsey als erster Republikaner seit der Staatsverfassung von 1870 Vizegouverneur (Lieutenant Governor) von Tennessee. Als solcher ist er zugleich auch Sprecher des Senats (Speaker of the Senate).
Am 28. Februar 2009 kündigte er seine Kandidatur für die Republikaner bei den Gouverneurswahlen 2010 an. Bei der Vorwahl (Primary) seiner Partei am 5. August 2010 erhielt er jedoch nur 22,1 Prozent der Stimmen und wurde Dritter im Feld der republikanischen Bewerber. Er unterlag damit dem am 2. November 2010 zum Gouverneur von Tennessee gewählten bisherigen Bürgermeister von Knoxville, Bill Haslam, der 47,3 Prozent der Stimmen bei den Vorwahlen erhielt. Zweitplatzierter bei der Primary der Republikaner wurde der Kongressabgeordnete Zach Wamp, der 29,2 Prozent der Stimmen erhielt.
Im Nominierungswahlkampf machte Ramsey, der von der Tea-Party-Bewegung unterstützt wurde, auf sich aufmerksam, als er in einer Wahlrede ausführte, dass Moslems sich nicht auf die aus dem ersten Verfassungszusatz ergebenden Rechte berufen könnten, da es sich beim Islam nicht um eine Religion, sondern vielmehr um einen Kult handeln würde. Darüber hinaus äußerte er, dass ein Aufruhr zur Verhinderung einer Moschee verständlich sei, da die Schari’a „unheimlich“ sei.
Seine letzte Amtszeit als Vizegouverneur lief noch bis zum November 2016. Er stellte sich nicht zur Wiederwahl, womit seine Amtszeit endete.